# Björnhåberget
Björnhåberget är ett naturreservat i Bergs kommun i Jämtlands län.
Området är naturskyddat sedan 2015 och är 90 hektar stort. Reservatet består av två höjder med brandpräglad tallskog. I höjdlägena finns karg hällmarksskog som växer på urberg.